# ایزبیشچه
ایزبیشچه (به لهستانی:  Izbiszcze) یک روستا در لهستان است که در گمینا خوروشچ واقع شده‌است. ایزبیشچه ۳۰۵ نفر جمعیت دارد.